# Солігорськ (станція)
Солігорськ (біл. Салігорск) — пасажирська залізнична станція 3-го класу Могильовського відділення Білоруської залізниці на лінії Солігорськ — Слуцьк.
Розташована в місті Солігорськ Солігорського района Мінської області. 
Станція Солігорськ — тупикова, використовується тільки для пасажирського сполучення.

## Історія
Будівля вокзалу (вул. Ленінського Комсомолу, 38), в якому одночасно розміщені автобусні та залізничні каси, введена в експлуатацію у 1984 році. Особливість вокзалу — він побудований перпендикулярно залізничним коліям.
Стара будівля вокзалу станції Солігорськ знаходилась в іншому місці — на сучасному перетині вулиць В. Леніна і К. Заслонова — і була демонтована 2006 року.

## Пасажирське сполучення
Щодня зі станції відправляються поїзди економкласу:
- 6520 Солігорськ — Осиповичі I
- 6522 Солігорськ — Осиповичі I
- 6524 Солігорськ — Осиповичі I
- 6526 Солігорськ — Слуцьк
- 6528 Солігорськ — Осиповичі I
- 6530 Солігорськ — Слуцьк

Міжрегіональні лінії економкласу:
- 614Б Солігорськ — Могильов I — Москва / Санкт-Петербург

Квиткові каси на станції Солігорськ працюють з 06:00 до 22:30 щодня .